# Titania (mitologia)

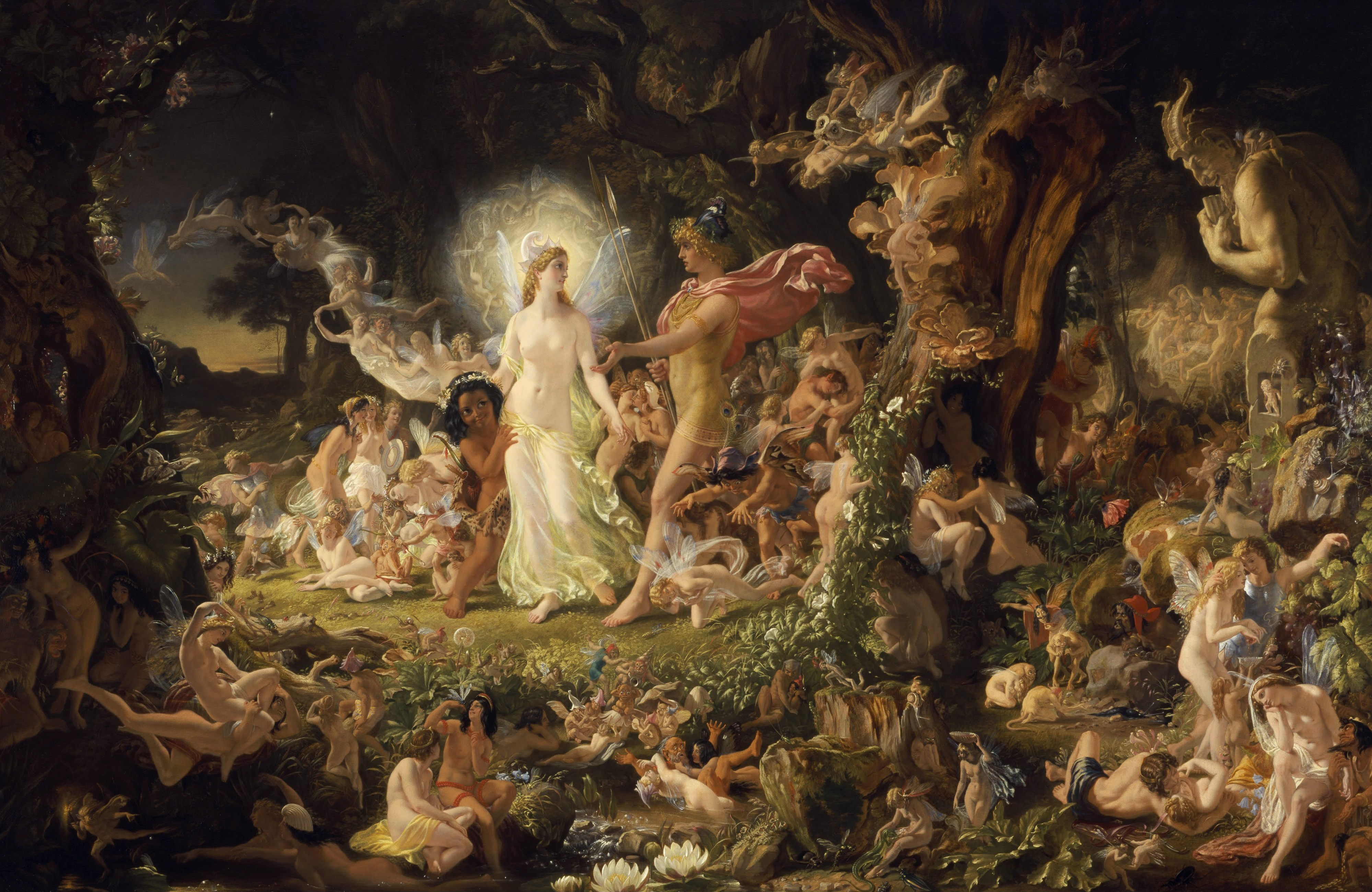
Joseph Noel Paton, La lite di Oberon e Titania (1849)

Titania, regina delle fate, è la bella sposa di Oberon, re delle Fate. Entrambi sono protagonisti, con la loro intricata storia d'amore e di vendetta, dell'opera teatrale Sogno di una notte di mezza estate, di William Shakespeare.
Nella commedia Titania è una splendida creatura fatata che se ne va in giro per i boschi col suo fedele corteo di spiritelli. Shakespeare ha scritto del loro litigio, della vendetta di Oberon dopo che Titania non ha voluto vendergli il suo prezioso paggio indiano, motivo delle gelosie di Oberon.
Così Oberon sorprende Titania addormentata e le spreme sugli occhi il succo della viola del pensiero, fiore fatato capace di far innamorare chiunque della prima cosa che vedrà. Così, al suo risveglio, Titania si innamora di Bottom, un orribile uomo dotato di una testa d'asino. Alla fine Oberon si rende conto di esser stato fin troppo crudele con Titania, la bella regina delle fate, e si riconciliano felicemente.

## Origini
I nomi Titania e Oberon possono entrambi suonare vagamente classici, ma nessuno dei due è una figura della mitologia classica. Le sopravvivenze del paganesimo inglese autoctono venivano talvolta denunciate come stregoneria; ma Shakespeare inserisce le sue fate pagane nella mitologia più accettata della letteratura greco-romana, associando Titania e Oberon alla leggenda di Teseo.
Shakespeare probabilmente prese il nome Titania dalla Metamorfosi di Ovidio, dove è un appellativo dato alle figlie dei Titani. Nel folklore tradizionale, la regina delle fate non ha un nome. A causa dell'influenza di Shakespeare, la narrativa successiva ha spesso utilizzato il nome Titania per i personaggi delle regine delle fate.

## Ruolo nella commedia
La Titania di Shakespeare ha un ruolo importante in una delle sottotrame di Sogno di una notte di mezza estate.
Titania è una creatura molto orgogliosa e una forza con cui confrontarsi tanto quanto suo marito, Oberon. Lei e Oberon sono impegnati in una lite coniugale su chi di loro dovrebbe avere la custodia di un ragazzo indiano changeling. È questa lite che guida la trama, creando gli equivoci e la confusione degli altri personaggi della commedia.
A causa di un incantesimo lanciato dal servitore di Oberon, Puck, Titania si innamora magicamente di un "rozzo meccanico" (un lavoratore), Nick Bottom il tessitore, a cui è stata data la testa di un asino da Puck, che ritiene sia più adatta al suo personaggio. Mentre è sotto l'incantesimo, Titania perde i potenti attributi che aveva in precedenza e diventa invece adulatrice.
Dopo che Oberon e Puck si sono stancati di guardare Titania fare la figura della ridicola per corteggiare "un mostro", Oberon inverte l'incantesimo e i due si riuniscono dopo che Titania pronuncia "quali visioni ho visto! Mi sembrava di essere innamorata di un asino". Alla conclusione della commedia, Titania e Oberon guidano una benedizione fatata dei matrimoni dei protagonisti della commedia.

## Analisi
Paul A. Olson sostiene che Titania che si innamora di Bottom è un'inversione dell'antica storia di Circe della mitologia greca. In questo caso, la situazione si capovolge per il personaggio e invece che trasformare i suoi amanti in animali, la strega è costretta ad amare un asino dopo che Bottom è stato trasformato.

## Nella cultura di massa
- Titania è apparsa in molti altri dipinti, poesie, opere teatrali e altre opere. In quella che è forse la prima citazione, Johann Wolfgang von Goethe ha incluso le figure dell'opera di Shakespeare in Faust negli anni '70 del Settecento, dove lei e suo marito stanno celebrando il loro anniversario di nozze d'oro.
- Carl Maria von Weber utilizzò poi i personaggi di Titania, Oberon e Puck nella sua opera con dialogo parlato composta nel 1825-26, Oberon, ma questa volta ambientata durante il regno di Carlo Magno.
- L'opera teatrale del 1892 di Alfred, Lord Tennyson The Foresters, una storia di Robin Hood, include un breve segmento con Titania, la regina delle fate.
- Titania, una delle lune di Urano, è stata chiamata così in onore del personaggio di Shakespeare. Tutte le sue lune (inclusa Oberon) prendono il nome da personaggi tratti dalle opere di William Shakespeare o Alexander Pope.
- Titania appare anche nel cartone animato Gargoyles - Il risveglio degli eroi, prodotto dalla Walt Disney Television Animation, trasmesso originariamente dal 24 ottobre 1994 al 15 febbraio 1997. Oberon e Titania sono divorziati da 1.001 anni, ma si risposano nel corso della serie. Viene anche rivelata la vera identità di Anastasia Renard, madre dell'antagonista ricorrente Volpe. Titania/Anastasia è doppiata da Kate Mulgrew (in inglese) e da Stefanella Marrama (in italiano).
- Nell'adattamento cinematografico del 1999 dell'opera, Titania è interpretata da Michelle Pfeiffer.
- Nella miniserie televisiva Il viaggio dell'unicorno del 2001, Titania è interpretata da Ocean Hellman.
- Nel 2016 Titania è stata aggiunta al gioco di ruolo d'azione sparatutto in terza persona online gratuito Warframe come omonimo di uno dei Warframe titolari, caratterizzato da farfalle rasoio e abilità assortite a tema fatato.
- Nel manga e anime The Ancient Magus Bride (魔法使いの嫁 Mahō Tsukai no Yome), andato in onda da ottobre 2017 a marzo 2018, la Regina delle Fate si chiama Titania. Anche suo marito si chiama Oberon.
- Nel manga e anime Fairy Tail, serializzato da agosto 2006 a luglio 2017 e trasmesso come serie dal 2009 al 2019, il personaggio Erza Scarlet porta il titolo di "Titania, Regina delle Fate" per via del suo status di una delle maghe più potenti della gilda Fairy Tail.
- Nella light novel e nell'anime Sword Art Online, Asuna è costretta ad assumere il ruolo della "Regina delle fate Titania" nell'arco narrativo "Fairy Dance" della serie.
- Nell'adattamento televisivo della BBC del 2016, Titania è interpretata da Maxine Peake . La versione è diventata famosa per il bacio tra Titania e Ippolita.
- Titania è una delle basi per uno dei boss di Mega Man Zero 4, un videogioco creato nel 2005. Il personaggio si chiama Sol Titanion, insieme a una farfalla.
- Titania è la regina della corte estiva delle fate nella serie The Dresden Files di Jim Butcher, il cui primo capitolo è stato pubblicato nel 2005.
- In Dark Princess di WEB Du Bois, l'autore dedica il libro: "Alla sua alta bellezza Titania XXVII per sua stessa grazia Regina delle fate."
- In Final Fantasy XIV, uscito il 2 luglio 2019, Titania appare come un avversario nel corso della storia. Nella finzione, il nome "Titania" è in realtà un titolo detenuto dal sovrano delle fate piuttosto che essere un nome individuale in sé e per sé.
- Titania appare anche nella serie di videogiochi Shin Megami Tensei come un demone reclutabile insieme al suo sposo Oberon.
- In una produzione del Bridge Theatre, Titania, interpretata da Gwendoline Christie, scambia i ruoli con Oberon. Ad esempio, Titania è quella che lancia l'incantesimo d'amore su Oberon, che si innamora di Puck.